# غوشناطية رفيعة الأوراق
غوشناطية رفيعة الأوراق (الاسم العلمي:Gochnatia angustifolia) هي نوع من النباتات تتبع جنس الغوشناطية من الفصيلة النجمية.